# ドイツ福音主義教会
- ドイツ福音教会

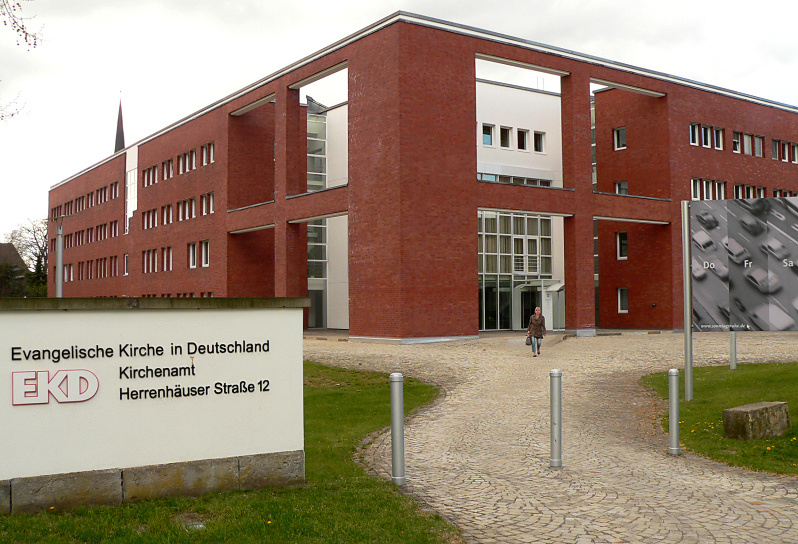
ドイツ福音主義教会(EKD)
ハノーファー本部

ドイツ福音主義教会（ドイツふくいんしゅぎきょうかい、ドイツ語: Evangelische Kirche in Deutschland,EKD）は、ルター派、改革派、合同派の信仰告白を持つドイツにおける20の福音主義州教会の共同体であり、公法上の社団でもある。異なる信仰告白を持つにもかかわらず、全ての加盟教会は説教講壇および聖餐を共にすることを可能なものにしている。ドイツ福音主義教会は加盟州教会の共同体として存在していると同時に、自らを一つの教会として理解している。ドイツ福音主義教会 (EKD) の教会事務局はハノーファーにある。
ドイツ福音教会とも表記されるが、ナチス時代のドイツ・キリスト者運動による1933年のルター派、改革派、合同領邦教会の連合体をドイツ福音教会(Deutsche Evangelische Kirche、DEK)と呼び、1948年にEKDに再編されたので注意が必要である。

## ドイツ福音主義教会 (EKD) とは

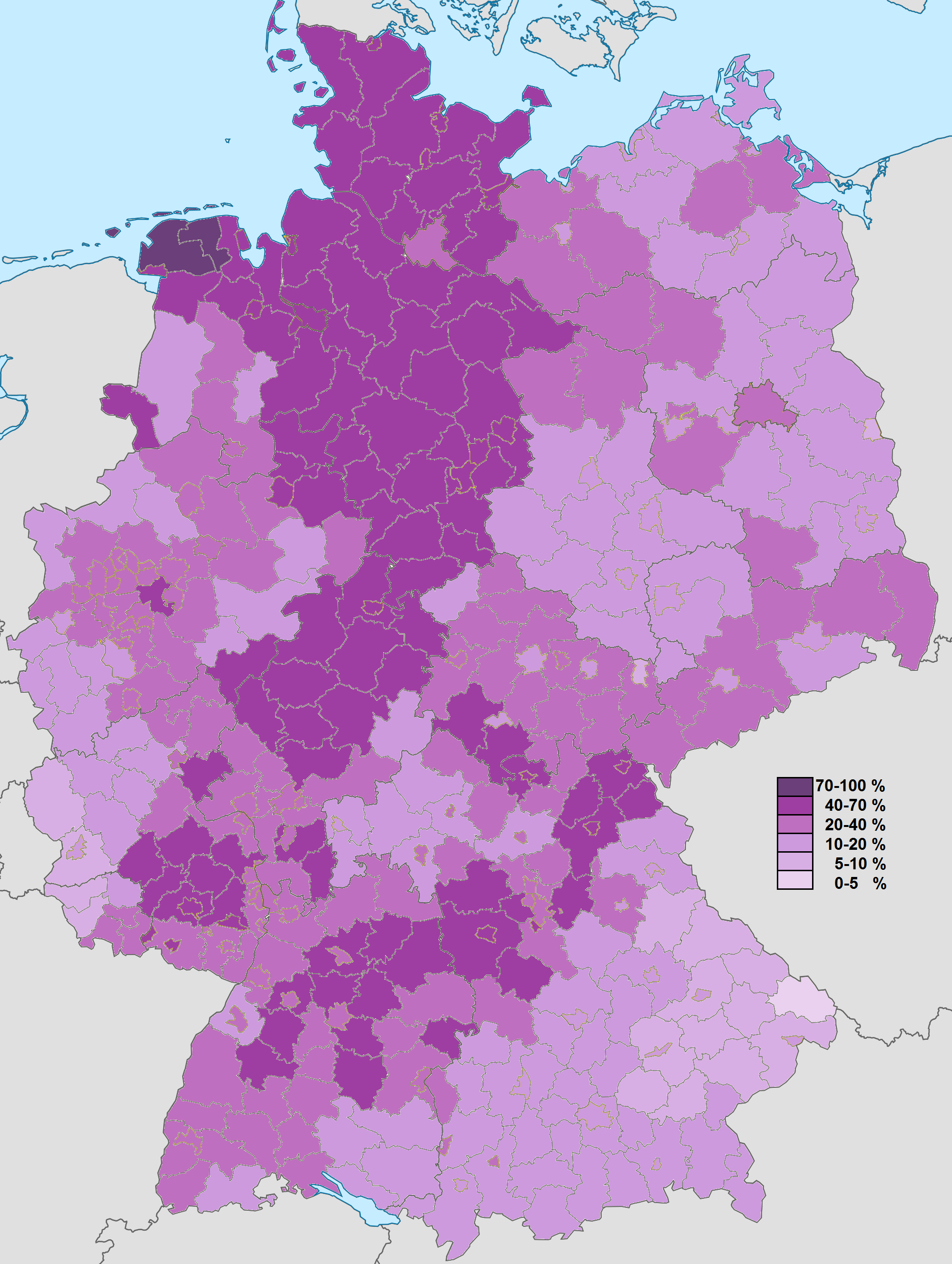
福音主義教会所属住民比率(2011)

ドイツ福音主義教会 (EKD) は1945年に設立され、1948年に教憲を制定した。20の加盟州教会もドイツ福音主義教会 (EKD) と同じく公法上の社団である。福音主義教会の組織は、連合体として、ドイツ社会のすべての領域に築かれている。
ドイツ福音主義教会 (EKD) は信徒に課せられている課題を受け取る。民主的な形で選ばれたドイツ福音主義教会 (EKD) の指導部は、総会 (Synode)、常議員会 (Rat)、構成州教会会議 (Kirchenkonferenz) である。その指導部はドイツ福音主義教会 (EKD) に課せられた課題を解決する責任を負っている。指導部は教会の法制度、組織において、ドイツ福音主義教会 (EKD) の組織基盤を維持しなければならない。総会、常議員会、構成州教会会議に関する諸事務をドイツ福音主義教会 (EKD) 事務局は引き受けている。
2018年12月現在、ドイツ全人口の25,6 %、21,141千人が福音主義教会の教会員である。ドイツにおける福音主義教会員総数はローマ・カトリック教会の教会員総数に比べると約1,900千人少ない。ドイツ北部は福音主義信徒が優勢であり、シュレースヴィヒ＝ホルシュタイン州（45,5 %）とニーダーザクセン州（43,9 %）の二つの州において、州民の多くがドイツ福音主義教会の教会員である。

## 歴史

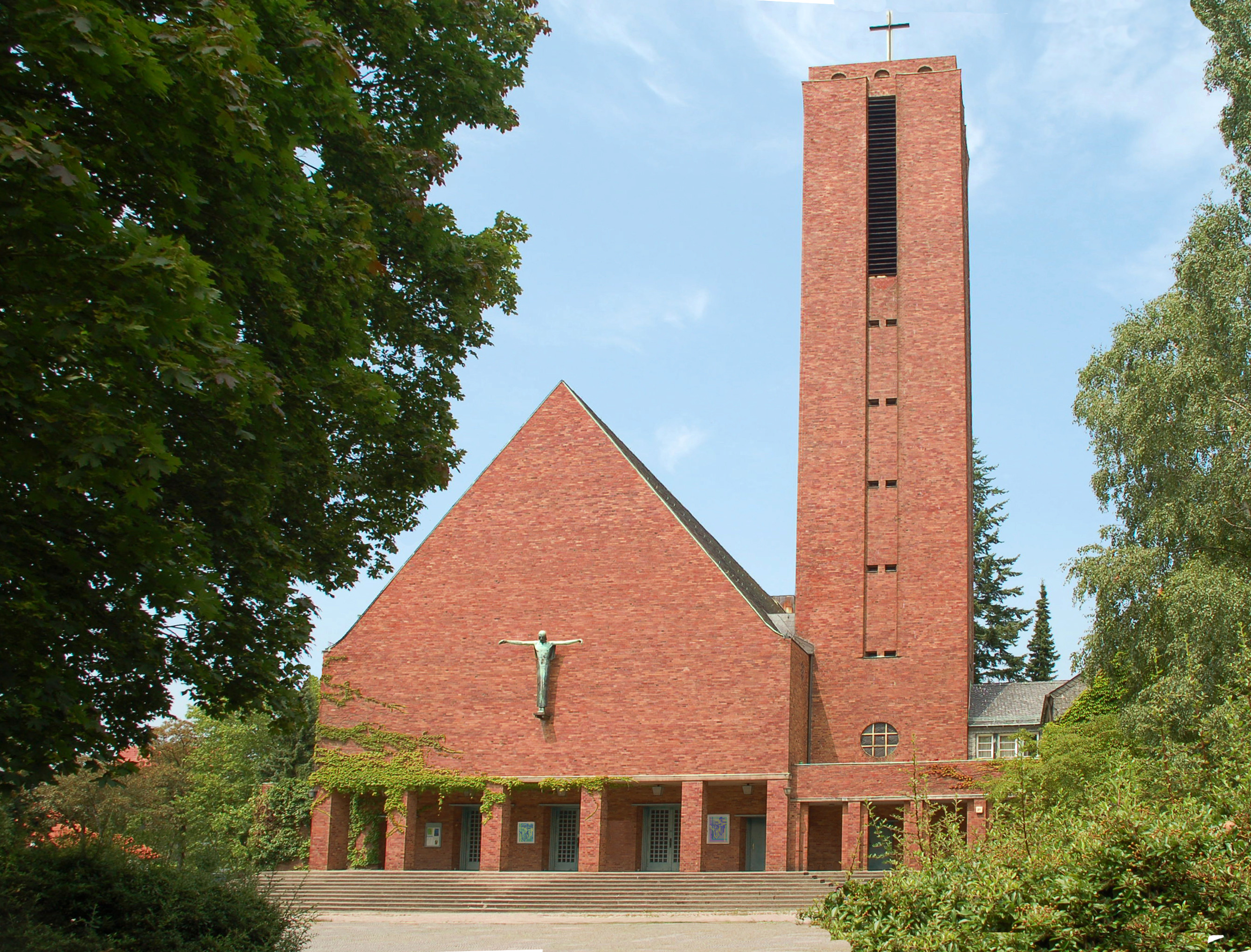
イエス＝キリスト＝教会 (ダーレム)、
ベルリンのダーレム地区に
あり、告白教会の中心的存在だった。

1852年から1903年の間にかけて、ドイツ政府の福音主義教会教会担当省の下で、アイゼナハ協議会と呼ばれる定期的に開かれる会議（集会）が存在していた。しかしながら、正規の統合組織は、それ以降も作られなかった。ヴァイマル共和政時代の1922年、ドイツ国にあった28の領邦教会が属するドイツ福音主義教会連盟の設立という事態を迎えた。ナチ党の権力掌握が発生すると、協会内でもナチズムの影響力が高まり、統一された福音主義の「帝国教会」を創立する動きが生まれた。こうして1933年にドイツ福音教会 (DEK) が設立された。当時、ナチズムにはっきりと親近感を持つドイツ的キリスト者 (DC) が出現していた。福音主義教会のトップになった帝国教会監督ルートヴィヒ・ミュラーは筋金入りのナチス共鳴者であり、ナチス・ドイツ時代を通じて数多くの州教会はドイツ的キリスト者の圧力を受けて指導されていた。ただ、ヴュルテンベルク、バイエルン、ハノーファーの3つの州教会だけがドイツ的キリスト者による支配から逃れていた。1934年、ドイツ福音主義教会 (DEK) の対極として、告白教会が形を整えた。その告白教会の代表者たちがマルティン・ニーメラーとディートリヒ・ボンヘッファーであった。
第二次世界大戦の終結後、福音主義州教会の指導者たちは、ヴュルテンベルク福音主義州教会監督テオフィル・ブルムの下で異なった伝統を有する諸教会の上に共通の上部機構を作るという新たな試みを行った。1945年、ヘッセン州トライザ（現シュヴァルムシュタット）において、開催された教会会議でドイツ福音主義教会 (EKD) が成立した。1948年6月13日、アイゼナハで、ドイツ福音主義教会 (EKD) は教憲を制定した。
ドイツ分断に関わらず、ドイツ福音主義教会 (EKD) はしばらくの間、福音主義州教会の結合体として、二つのドイツ国家の間で存在し続けていた。1961年の東西の壁構築は重大な組織上の問題になった。そのため、二つのドイツ国家にまたがる共通の課題をドイツ福音主義教会 (EKD) はもはや堅持出来なくなった。けれども、日々の教会の働きに関する問題は（東西では）異なった形で増加した。その結果、1969年、東ドイツにある8つの州教会の結合体として、ドイツ民主共和国福音主義教会連盟が設立された。1990年のドイツ再統一後、ドイツ民主共和国福音主義教会連盟はドイツ福音主義教会 (EKD) に復帰した。
2006年夏、ドイツ福音主義教会 (EKD) 常議員会は「自由な状況にある教会」 という文書を公開した。この文書でもって、ドイツ福音主義教会 (EKD) における包括的な改革プロセスを始動させようとした。教会員の減少が続くことによって、ドイツ福音主義教会 (EKD) の構成州教会の働きが中心業務のみに限定されることが明らかにされた。これ以降、ドイツ福音主義教会 (EKD) 内部において、将来の教会業務における重点事項とその定義が議論されている。

## ドイツ福音主義教会の法的地位
1949年に制定されたドイツ連邦共和国基本法はキリスト教会の法的地位に関して、その140条で簡潔に「1919年8月11日のドイツ憲法136条、137条、138条、139条そして141条の規定は、この基本法の構成部分とする」と謳っている。この基本法の条文において、ドイツ連邦共和国基本法は1919年のドイツ憲法、いわゆる「ヴァイマル憲法」において定められたキリスト教会の法的地位をそのまま踏襲することを宣言している。キリスト教会に関する法的地位に関して、ヴァイマル憲法137条が重要である。
- ドイツには国教会(Staatskirche)は存在しない。
- 各宗教団体は市民法の範囲内で国家から独立する。
- 宗教団体は以前と同様に「公法上の社団」である。
- 公法上の社団たる宗教団体は、ラント法の規定によって教会税を徴収する権利を有する。

1919年以降のドイツは君主を教会法上の首長(Summus Episcopus)とする国教会制の存続を否定している。ドイツのキリスト教会は国教会としての地位を失ったが、「公法上の社団」としての法的地位を獲得した。これによって、国教会ではないが国教会的特権を維持するというドイツの教会制度が確立した。その代表的特権は教会税の徴収である。ヴァイマル憲法138条で教会財産の保障、ラント法による宗教団体への公金給付、139条で宗教上の祝日設定、149条で公立学校での宗教授業の実施が規定されており、この特権的地位はドイツ連邦共和国におけるキリスト教会にも継承されている。教会税の徴収はドイツ連邦政府の徴税システムに組み込まれており、信徒は税務申告時に所属教会(ローマ・カトリック教会か福音主義教会の選択)を登録すると自動的に徴収される。公法上の社団としての法的地位を持つローマ・カトリック教会と福音主義教会の教会活動に対して、連邦政府や州政府から教会税とは別な補助金が多額に交付されている。国立大学には福音主義神学部が置かれ、聖職者と宗教教育教員の養成が公費によっておこなわれている。公立学校において宗教科教員による宗教教育が実施されている。その宗教教育の主目的は聖体拝領、堅信礼を受けるための教育であり、キリスト教の洗礼前教育が公費によっておこなわれている。
以上のようにドイツのキリスト教会は第一次世界大戦後、公法上の社団として国教会的権利を維持しながら、国家からの監督、干渉(かつては宗務局という官庁によって国家の統制下にあった)を排して独立した存在になった。ヒトラー政権成立後、ドイツの福音主義教会は告白教会を結成し、教会の独立と信仰の自由を守るためにナチズムに対峙した。
第二次世界大戦後、ドイツの福音主義州教会はドイツ福音主義教会(EKD)として再出発した。1948年に制定されたドイツ福音主義教会(EKD)教憲35条で、「公法上の社団としてのドイツ福音主義教会(EKD)は、ドイツ福音主義教会連盟(DEKB)およびドイツ福音主義教会(DEK)の権利義務の担い手である」と法的地位の継続を謳った。つまり、ヴァイマル憲法によって得た公法上の社団としての地位を継承し、福音主義教会としての活動を以前と同様に継続することを決定したのである。その翌年の1949年にドイツ連邦共和国基本法によって、福音主義教会の公法上の社団としての地位は追認されたのである。その背後にキリスト教徒を支持基盤とするドイツキリスト教民主同盟(CDU)のアデナウアー政権の存在があった。

## 教会としての将来モデル
2014年の教会総会においてドイツ福音主義教会は加盟州教会の共同体として存在していると同時に、自らを教会として理解し深化させることを確認し議決している。その議決に際して反対が2票、棄権が8票出ているが、圧倒的な多数の賛成を得て成立している。この議案は教会としての結合をより深化させることを目的として提案され、今後ドイツ福音教会の教憲にも反映されることになる。なお、事前にドイツ福音主義教会総会前に開催されたドイツ合同福音ルター派教会と福音主義合同教会の全国総会でも同様の議決を圧倒的多数で通している。

## ドイツ福音主義教会 (EKD) の神学的立場
ドイツ福音教会 (EKD) において、自由主義的、保守主義的見解が表明されており、神学的傾向の多様性が存在している。加盟州教会ごとにルター派、改革派、合同派の神学的伝統があり、それぞれの教派の信条（信仰告白）が定められている。全加盟教会において共通する信条（信仰告白）は使徒信条とニケア信条である。
女性と同性愛者の牧師任職はドイツ福音主義教会 (EKD) 全加盟州教会において認められている。礼拝時における同性愛者夫婦への祝福は州教会において異なる(2016年4月現在)。ドイツ福音主義教会 (EKD)全加盟州教会の中で18の州教会において、現場の牧師と教会共同体指導部の理解を得た上で同性愛者への祝福が行われている。4か所の州教会では同性愛者の結婚式も可能である 。ドイツ福音主義教会 (EKD)事務局は各州教会に向けてライフ・パートナーシップ法による同性婚夫婦として生活している牧師とその同性パートナーの牧師館入居規定を示していない。そのため、牧師館に入居するためには教会法的には州教会からその都度許可を受けた上で、地域の教会共同体から賛成を得る必要がある。
ドイツ福音主義教会(EKD) は2008年4月に発表した研究報告において創造論の観点で議論することを否定したが、学校授業における創造信仰の重要性を強調している。
2013年春に編集された指針書「自律と他律の間で」において、ドイツ福音主義教会(EKD)は家族のあらゆる形態(同性婚夫婦、シングルマザー等)を認め、家族としてのつながりを強めることを求めた。
ドイツ福音主義教会(EKD)に加盟している多くの州教会において、同性愛の牧師が戸籍上のパートナーと公的に牧師館に住むことを許しており、いくつかの州教会（北ドイツ、ブレーメン、ラインラント）において、異性婚夫婦と同様に手当が支払われている。他の州教会（例えば、ヴュルテンベルク福音主義州教会）において、教会管理という面から一緒に牧師館に居住することを認めているが、異性婚夫婦と同じ手当は払われてはいない。加盟州教会の一つであるザクセン福音ルター派州教会において神学的保守派や敬虔主義者グループが強く、教会総会代議員の過半数を押さえている。ザクセン州教会総会は2001年に同性愛者牧師を牧師館に入居させず、宣教活動の中心にもしないという決議をしている。2012年、ザクセン州教会はドイツ福音教会に加盟している他の州教会とは異なり、同性愛者牧師の宣教活動を原則的に否定するという2001年の方針を継続する決定をした。この決定によってザクセン福音ルター派州教会において、同性愛者パートナーの牧師館入居は原則的に許可されず、地域の教会共同体による特別許可が出た場合のみ許されることになった。

## ドイツ福音主義教会 (EKD) 総会
総会 (Synode) は教会指導と法規作成を行うドイツ福音主義教会 (EKD) における最高議決機関である。毎年一度、総会は一週間弱の間開催される。その都度、加盟州教会の一つの州教会による招待として、ドイツ国内の都市で開催される。総会は全体で126人の代議員が集まる。この代議員の内訳として、106人の総会代議員が20の加盟州教会から選ばれ、さらに全体教会の運営と業務に従事している20人が常議員会から指名されて総会代議員に任命される。どの総会においても、2名の（議長）代理が選ばれるか、もしくは任命される。加えて、どの開催年においても全部で8名の30歳以下青年指導者が加えられる。そこには福音主義青年団（ユーゲント）とならびに福音主義学生共同体とドイツ学生宣教団から2人ずつ派遣される。

## 議長団
ドイツ福音主義教会 (EKD) 総会は議長を含む議長団によって運営される。
2009年以降、ドイツ福音主義教会総会議長は中部ドイツ福音主義教会信徒のカトリン・ゲーリング＝エッカルト連邦議会議員(同盟90/緑の党)が総会議長であったが、2012年11月、ドイツ連邦議会2013年選挙における予備選挙において、党代表の1人に就任したため総会議長職を休職。2013年総選挙後、同盟90/緑の党連邦議会議員団代表に就任したため、総会議長職を辞任した。2013年11月のドイツ福音教会総会において、バイエルン州元首相でバイエルン福音ルター派教会信徒のギュンター・ベックシュタイン総会副議長が議長選に立候補したが最初の投票で54票、2回目の投票で56票しか得られず、落選した。次にブレーメン福音主義教会信徒で判事のブリギッテ・ベーメが総会議長選に立候補したが、最初の投票で60票、2回目の投票で59票しか得られず、彼女も落選した。最終的に、自由民主党 (FDP)の元連邦議会議員のイルムガルト・シュヴェッツアー連邦共和国交通・建設・都市開発省元大臣が半数を超える票を得て総会議長に当選した。イルムガルト・シュヴェッツアー総会議長の所属州教会はベルリン＝ブランデンブルク＝シュレージシェ・オーバーラウジッツ福音主義教会である。

## 歴代総会議長
- 1949 - 1955: グスタフ・ハイネマン
- 1955 - 1961: コンスタンチン・フォン・デェーツ
- 1961 - 1970: ハンス・プットファルケン
- 1970 - 1973: ルートヴッヒ・ライザー
- 1973 - 1985: コルネイウス・フォン・ヘイル
- 1985 - 2003: ユルゲン・シュムーデ
- 2003 - 2009: バルバラ・リンケ
- 2009 - 2013: カトリン・ゲーリング＝エッカルト
- 2013 - 2021: イルムガルト・シュヴェッツアー
- 2021– 0000: アンナ＝ニコル・ハインリヒ

## ドイツ福音主義教会 (EKD) 常議員会
ドイツ福音主義教会 (EKD) 常議員会はドイツ福音主義教会 (EKD) における指導する頭脳である。ドイツ福音主義教会 (EKD) 常議員会は15人によって構成されている。総会で選出された信徒を含む常議員14人と総会議長が職務上加わり、常議員会は15人になる。総会と構成州教会会議は一緒になって、常議員会議長を選挙する。その任期は6年になる。

### 2015–2021年
2015年11月10日、ドイツ福音主義教会総会において、2015年から2021年までの在職期間になるドイツ福音主義教会EKD常議員11人を選ぶ選挙がおこなわれた。
2015 - 2021年期におけるドイツ福音主義教会 (EKD) 常議員会にメンバーは、以下の人物である。
アンドレアス・バルナー, インゲルハイム、大手製薬企業、ベーリンガーインゲルハイム会長
ハインリヒ・ベッドフォード＝ストローム 、ミュンヘン、バイエルン福音ルター派教会 監督 (2014年11月よりドイツ福音主義教会常議員会議長)
ミヒャエル・ディーナー, カッセル、州教会内部の敬虔主義およびプロテスタント信徒を包括している福音主義グナーダウ共同体連盟議長
マルクス・ドレーゲ、ベルリン、ベルリン＝ブランデンブルク＝シュレージシェ・オーバーラウジッツ福音主義教会 監督
キルステン・フェールス 、ハンブルク、北ドイツ福音ルター派教会ハンブルク、リューベック教区監督。
エリザベート・グレーブ＝シュミット 、テュービンゲン、テュービンゲン大学福音主義神学部組織神学教授
ケルスティン・グリーゼ, MdB, 上級公務員、ドイツ連邦議会労働、社会委員会事務局長
ヤコブ・ヨーセン, デュッセルドルフ、法学教授
フォルカー・ユング、 ダルムシュタット、 ヘッセン＝ナッサウ福音主義教会議長
ディーター・カウフマン、 シュトゥットガルト、ヴュルテンベルク社会奉仕事業団総裁
アネッテ・クーアシュス、ビーレフェルト、ヴェストファーレン福音主義教会議長 (2015年11月以降、ドイツ福音主義教会常議員会副議長)
トーマス・ラッヘル、 MdB, デューレン、連邦教育省議会担当政務次官
イルムガルト・シュヴェッツアー、 ベルリン、連邦元大臣、ドイツ福音教会総会議長
シュテファニー・シュプリンガー、 ツェレ、ハノーファー福音ルター派教会事務局長
マルレーン・ティーメ、 バート・ゾーデン・アム・タウヌス、ドイツ銀行元監査役

### 2021–2027年
2021年11月9日に開催されたドイツ福音主義教会総会において、2021年から2027年迄の任期で、新たに14人の常議員会メンバーが選出された。
なお、常議員会はこの14人と総会議長アンナ＝ニコル・ハインリヒによって、構成される。
2021 - 2027年期におけるドイツ福音主義教会 (EKD) 常議員会にメンバーは、以下の女性8人、男性7人である。
- アンドレアス・バルナー
- トビアス・ビルツ、ドイツ福音主義教会 (EKD)常議員会副議長、ザクセン福音ルター派州教会監督
- ミヒャエル・ディナー、プファルツ福音主義教会ゲルマースハイム地区長
- ミヒャエル・ドームスゲン、ハレ大学神学部教授
- キルステン・フェールス、ドイツ福音主義教会 (EKD)常議員会議長、北ドイツ福音ルター派教会ハンブルク、リューベック教区監督
- ケルスティン・グリーゼ、ドイツ社会民主党 (SPD) 政治家
- アンナ＝ニコル・ハインリヒ, ドイツ福音主義教会 (EKD)総会議長
  - ヤーコブ・ユーセン、ルール大学ボーフム法学部教授－一身上の都合により辞任
  - フォルカー・ユング、ヘッセン＝ナッサウ福音主義教会議長(監督に相当)－定年退職
  - アネッテ・クーアシュス、ドイツ福音主義教会 (EKD)常議員会議長、ヴェストファーレン福音主義教会議長 (監督に相当)－2023年11月に辞任
- ジルケ・レヒナー
- アンナ・フォン・ノーツ
- トーマス・ヴァルター・ラヘル、キリスト教民主同盟 (CDU) 政治家
- シュテファニー・シュプリンガー
- ヨゼフィーネ・テスケ、北ドイツ福音ルター派教会牧師

アネッテ・クーアシュス常議員会議長は2023年11月に教会内役職すべてを辞任した。フォルカー・ユングは定年退職、ヤーコブ・ユーセンは一身上の都合により常議員を辞職した。2024年11月バイエルン州ヴュルツブルクで開催された総会において、2027年までの任期で以下の3人が常議員に選出された。
- ニコル・グローホーヴィナ、福音主義キリスト者共同体修道女
- クリスティアン・シュテーブライン、ベルリン＝ブランデンブルク＝シュレージシェ・オーバーラウジッツ福音主義教会 (EKBO) 監督
- スザンネ・バイ・デア・ヴィーデン、福音主義改革派教会議長

## ドイツ福音主義教会 (EKD) 常議員会議長
ドイツ福音主義教会 (EKD) の最上位の代表者はドイツ福音主義教会 (EKD) 常議員会議長である。
短く言えば、ドイツ福音主義教会 (EKD) 議長である。

### 1945年以降の常議員会議長

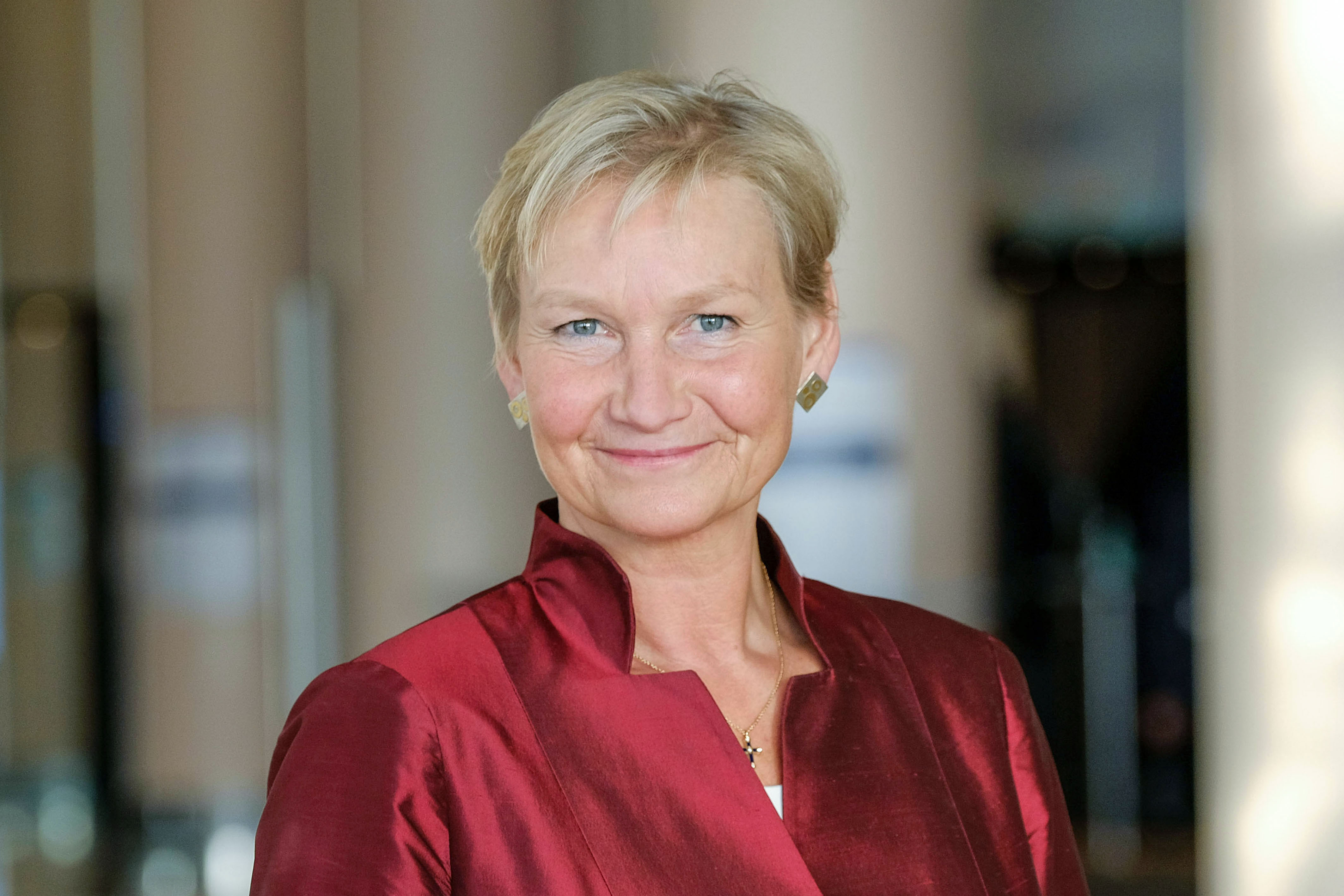
キルステン・フェールス (2021)

- 1945 - 1949: テェオフィル・ブルム、ヴュルテンベルク州教会監督
- 1949 - 1961: オットー・ディベリウス、ベルリン‐ブランデンブルク州教会監督
- 1961 - 1967: クルト・シャルフ、議長、1966年以降、ベルリン‐ブランデンブルク監督
- 1967 - 1973: ヘルマン・ディーツフィルビンガー、バイエルン州教会監督
- 1973 - 1979: ヘルムート・クラース、ヴュルテンベルク州教会監督
- 1979 - 1985: エドヴァルト・ローゼ、ハノーファー州教会監督
- 1985 - 1991: マルティン・クルーゼ、ベルリン‐ブランデンブルク州教会監督
- 1991 - 1997: クラウス・エンゲルハルト、バーデン州教会監督
- 1997 - 2003: マンフレート・コック、ラインラント州教会議長（監督に相当）
- 2003 - 2009: ヴォルフガング・フーバー、ベルリンーブランデンブルク-シレジアオーバーラウジッツ州教会監督
- 2009 - 2010: マルゴート・ケースマン、ハノーファー、州教会女性監督
- 2010 - 2014: ニコラウス・シュナイダー、ラインラント州教会議長（監督に相当）
- 2014 - 2021: ハインリヒ・ベッドフォード＝ストローム、バイエルン州教会監督
- 2021 - 2023: アネッテ・クーアシュス、ヴェストファーレン福音主義教会議長（監督に相当）
- 2023 - 2024: キルステン・フェールス代行、北ドイツ福音ルター派教会ハンブルク、リューベック教区監督
- 2024 -     : キルステン・フェールス、

### 東独教会連盟議長
- 1969 - 1981: アルブレヒト・シェーンヘル、ベルリン‐ブランデンブルク州教会監督
- 1981 - 1982: ヴェルナー・クルシュ、キルヘンプロヴィンツ＝ザクセン州教会監督
- 1983 - 1986: ヨハネス・ヘンペル、ザクセン州教会監督
- 1986 - 1990: ヴェルナー・ライヒ、テューリンゲン州教会監督
- 1990 - 1991: クルストフ・デームケ、キルヘンプロヴィンツ＝ザクセン州教会監督

## 構成州教会会議
構成州教会会議はドイツ福音主義教会 (EKD) における連邦（全国）レベルの指導委員会である。構成州教会会議は (EKD) 諸機関と構成州教会における計画等を協議したり、課題を提起する。小規模な構成州教会（二百万以下の教会員）は1票、大規模な州教会は2票の投票権がある。ヘルンフート兄弟団の代表者も構成州教会会議に属している。ドイツ福音主義教会 (EKD) 常議員会議長が構成州教会会議の議長を務める。

## ドイツ福音主義教会 (EKD) 加盟教会
ドイツ福音主義教会に加盟している20州教会の境界線は主としてウィーン会議の結果に起因している。

### 概要
ドイツ福音主義教会 (EKD) と連携した加盟団体として、ドイツ福音主義改革派教会連盟とヘルンフート兄弟共同体が加わっている。
2003年まで、ドイツ福音主義教会 (EKD) には古プロイセン合同福音主義教会が第2次世界大戦後に改名した福音合同教会(EKU)が加わっていた。この教会組織は2003年に他の合同派州教会と合同し、福音主義合同教会になった。
2012年5月27日に、ノルトエルビエン福音ルター派教会 (NEK)、メクレンブルク福音ルター派州教会 (ELLM)、ポンメルン福音教会 (PEK)の統合によって、北ドイツ福音ルター派教会が設立された。
| 州教会                                                                     | 指導 聖職者                                                                             | 信仰告白        | 他の加盟組織           | 会員数 (2020年12月31日現在) | 教会共同体数 | 教会地区数 | 本部所在地                | 州教会 所在地 |
| -------------------------------------------------------------------------- | --------------------------------------------------------------------------------------- | --------------- | ---------------------- | --------------------------- | ------------ | ---------- | ------------------------- | ------------- |
| アンハルト福音主義州教会                                                   | 教会議長 ヨハヒム・リービッヒ                                                           | 合同派          | UEK,                   | 28.403                      | 133          | 5          | デッサウ                  |               |
| バーデン福音主義州教会                                                     | 州教会監督 ハイケ・スプリングハルト                                                     | 合同派          | UEK,                   | 1.083.393                   | 480          | 29         | カールスルーエ            |               |
| バイエルン福音ルター派教会                                                 | 州教会監督 クリスティアン・コップ                                                       | ルター派        | VELKD, LWB,            | 2.252.159                   | 1.536        | 68         | ミュンヘン                |               |
| ベルリン＝ブランデンブルク＝シュレージシェ・オーバーラウジッツ福音主義教会 | 州教会監督 クリスティアン・シュテーブライン                                             | 合同派          | UEK                    | 890.654                     | 1.135        | 35         | ベルリン                  |               |
| ブラウンシュヴァイク福音ルター派州教会                                     | 州教会監督 クリストフ・マインス                                                         | ルター派        | VELKD, LWB             | 311.581                     | 315          | 13         | ヴォルフェンビュッテル    |               |
| ブレーメン福音主義教会                                                     | 州教会総会議長 (プレゼス) マリア・エスファンディアリ 州教会議長: ベルント・クシュナウス | 合同派          | UEK                    | 153.584                     | 52           | 0          | ブレーメン                |               |
| ハノーファー福音ルター派州教会                                             | 州教会監督 ラルフ・マイスター                                                           | ルター派        | VELKD, LWB             | 2.426.686                   | 1.373        | 57         | ハノーファー              |               |
| ヘッセン＝ナッサウ福音主義教会                                             | 教会議長 フォルカー・ユング                                                             | 合同派          | UEK                    | 1.446.971                   | 1.111        | 47         | ダルムシュタット          |               |
| クーアヘッセン＝ヴァルデック福音主義教会                                   | 監督 ベアテ・ホフマン                                                                   | 合同派          | UEK                    | 767.149                     | 690          | 26         | カッセル                  |               |
| リッペ州教会                                                               | 州教会監督 ディートマー・アレンツ                                                       | 改革派 ルター派 | UEK, LWB               | 148.749                     | 66           | 5          | デトモルト                |               |
| 中部ドイツ福音主義教会                                                     | 監督 フリードリヒ・クラーマー                                                           | 合同派          | UEK, VELKD, LWB        | 658.693                     | 1.179        | 38         | マクデブルク エアフルト   |               |
| 北ドイツ福音ルター派教会                                                   | 監督 クリスティーナ・キューンバウム＝シュミット                                         | ルター派        | VELKD, LWB             | 1.892.749                   | 948          | 14         | キール シュヴェリーン     |               |
| オルデンブルク福音ルター派教会                                             | 監督 トーマス・アドマイト                                                               | ルター派        | LWB, 客員 VELKD 、UEK, | 390.072                     | 116          | 6          | オルデンブルク            |               |
| プファルツ福音主義教会                                                     | 教会議長 ドロテー・ブスト                                                               | 合同派          | UEK                    | 482.731                     | 395          | 20         | シュパイアー              |               |
| 福音主義改革派教会                                                         | 教会議長 ズザンネ・バイ・デア・ヴィーデン                                               | 改革派          | UEK,                   | 165.798                     | 145          | 11         | レーア (ニーダーザクセン) |               |
| ラインラント福音主義教会                                                   | 議長 トルステン・ラッツェル                                                             | 合同派          | UEK                    | 2.398.996                   | 668          | 38         | デュッセルドルフ          |               |
| ザクセン福音ルター派州教会                                                 | 州教会監督 トビアス・ビルツ                                                             | ルター派        | VELKD, LWB             | 647.238                     | 549          | 25         | ドレスデン                |               |
| シャウムブルク＝リッペ福音ルター派州教会                                   | 州教会監督 カール＝ヒンリヒ・マンツケ                                                   | ルター派        | VELKD, LWB             | 48.171                      | 22           | 2          | ビュッケブルク            |               |
| ヴェストファーレン福音主義教会                                             | 州教会議長 アーデルハイト・ラック＝シュレーダー                                         | 合同派          | UEK                    | 1.944.195                   | 442          | 26         | ビーレフェルト            |               |
| ヴュルテンベルク福音主義州教会                                             | 州教会監督 エルンスト＝ヴィルヘルム・ゴール                                             | ルター派        | LWB, 客員VELKD、UEK    | 1.914.425                   | 1.209        | 48         | シュトゥットガルト        |               |

## ドイツ福音主義教会 (EKD) 構成州教会による教会連盟組織
- ドイツ合同福音ルター派教会
- 福音主義合同教会
- ニーダーザクセン州福音教会連合

## 福音主義教会礼拝式文

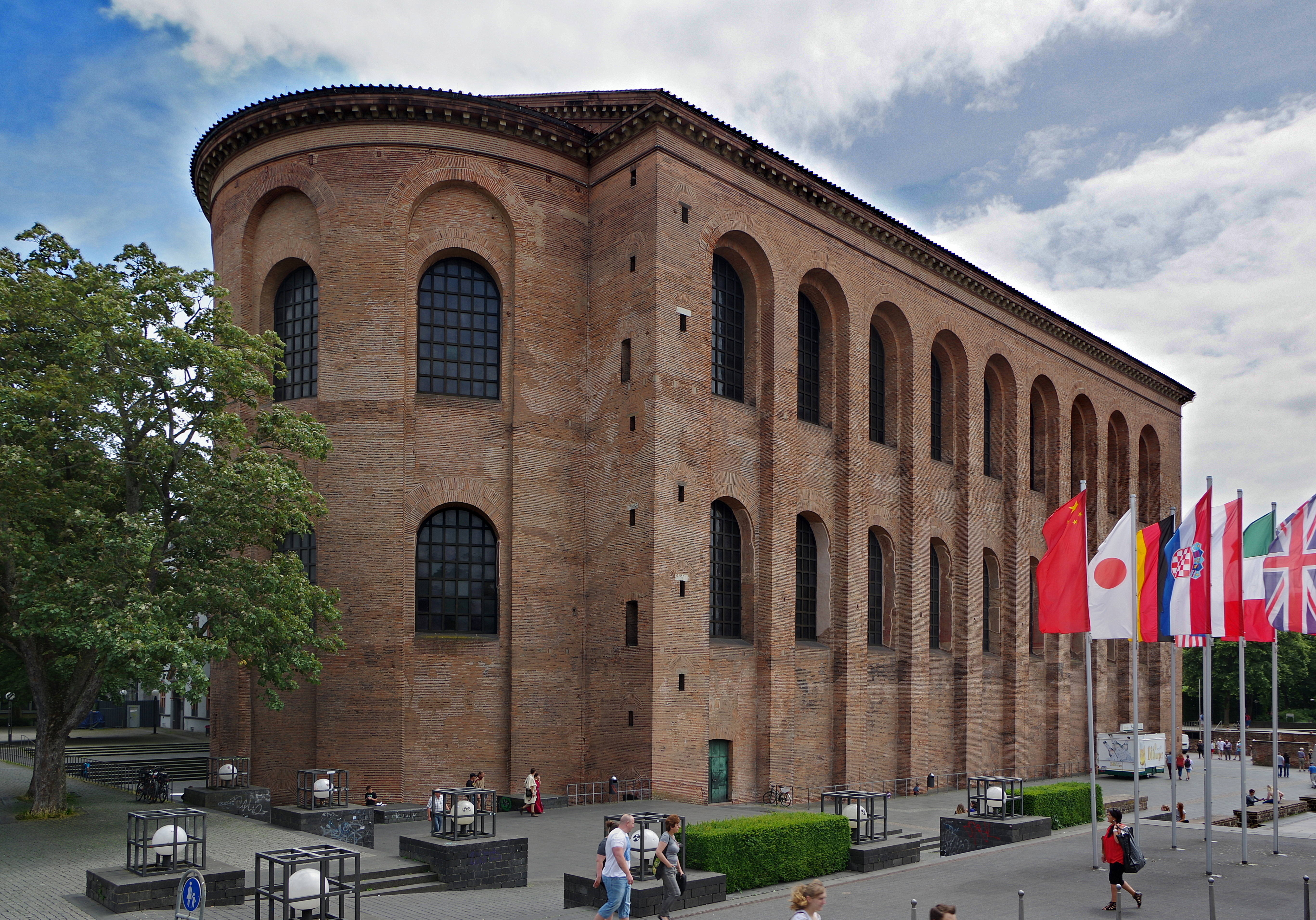
トリーア救世主福音主義教会
アウラ・パラティナ(2014)

ドイツ福音主義教会加盟州教会には様々な礼拝式文がある。その中でドイツ合同福音ルター派教会と福音主義合同教会は共同してモデルとなる礼拝式文を制定している。これはルター派と合同派州教会による礼拝式文の一致を目指す働きである。この礼拝式文は福音主義合同教会に属しているラインラント福音主義教会 基本礼拝式文Ⅰであり、伝統的な福音主義教会礼拝式文に準拠している。

### ラインラント福音主義教会聖餐礼拝(基本礼拝式文Ⅰ)

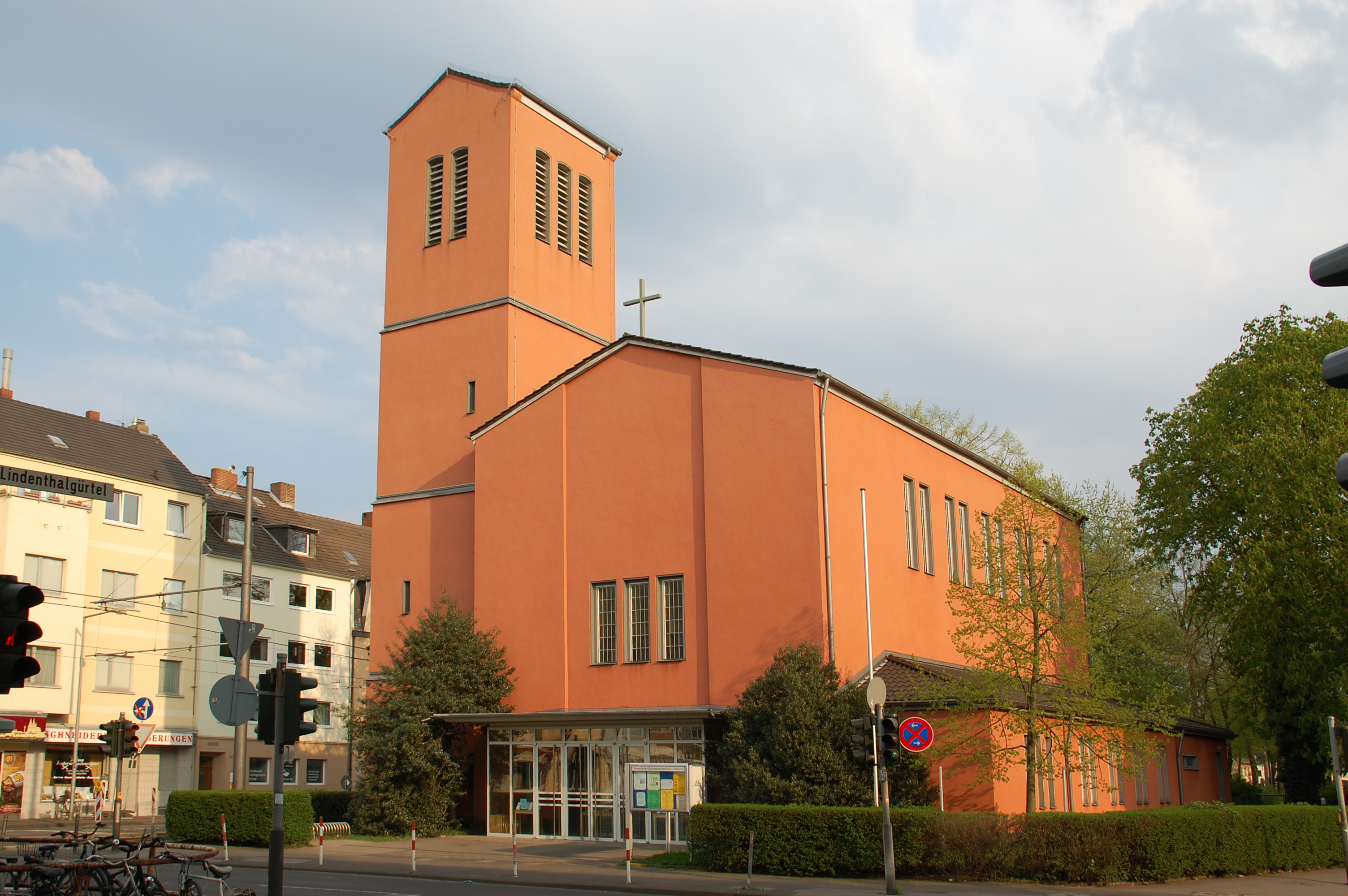
パウル・ゲルハルト教会(ケルン)

- 鐘楼で鐘を鳴らす
- オルガン前奏曲
- 初めの歌(賛美歌)
- 礼拝開始の挨拶
司式者/父と子と聖霊のみ名によって。
会衆/アーメン。
司式者/われらの救いは主の御名にあり。
会衆/主は天と地を創造された。
司式者/主が汝らと共にいまさんことを。
会衆/御霊と共にありますように！
- 旧約聖書詩編:
司式者/会衆に顔を向けて詩編日課朗読
- グロリア・パトリ(栄唱) 
司式者・会衆/父と子と聖霊に栄光あれ、はじめも今も後も、とこしえに。アーメン(歌唱)　
通常はEG Nr. 177の曲で歌う。日本では(讃美歌21)の25番に収録。
- 罪の告白
1. (ラインラント州教会讃美歌集EG Nr. 810) 
司式者/我らは神の言葉を互いに聞くために、ここに集い、
善き賜物を受けて、我らは神に向かう。
神を前にして、我らが神の御前から離れたことを認め、告白する。
それゆえ、我らにおいて憐れみを願い給う。
司式者/会衆/全能なる神よ、我らを憐れみ給え。
神は我らの罪を赦し、永遠の生命に導き給う。アーメン。
 2.(ラインラント州教会讃美歌集EG Nr. 811)
司式者/我らは神の言葉を互いに聞くために、ここに集い、
祈りと賛美において神を呼び求めるため、
我らは思い、語り、行為において罪を犯したことを、神を前にして、認めます。
自分たちの能力で、我らは自由になり得ません。
それゆえ、我らはキリストに目を向け、祈ります。神は我ら罪びとに慈しみ深い。
司式者/会衆/全能なる神よ、我らを憐れみ給え。神は我らの罪を赦し、永遠の生命に導き給う。アーメン。
司式者/慈しみ深き神よ、我らを憐れみ給え。我らのために、イエス・キリストは亡くなられた。
イエス・キリストによって、神は我らを赦し、我らを彼の弟子にする。
神を信じ、洗礼を受ける者は、天国の救いを受ける。神は我らすべてにこの恵みを与え給える。
会衆/アーメン。
3.(ラインラント州教会讃美歌集EG Nr. 812)
司式者/兄弟、姉妹たちの前で、私は思い、言葉、行動において罪を犯したことを、全能なる神に告白する。
それゆえ、あなたたち兄弟姉妹たちに求め願う。我らの主である神に私の罪に関して祈ることを願う。
会衆/全能なる神は汝を憐れみ、汝の罪を赦し、汝を永遠の生命に導き給う。司式者/アーメン。
会衆/我らは思い、言葉、行動において罪を犯したことを、全能なる神に告白する。
それゆえ、我らの主である神にわたしたちについて祈るように願う
司式者 /全能の神よ。汝らを憐れみ給え。神は汝らの罪を赦し、永遠の生命に導き給う。
会衆/アーメン。
司式者 /全能なる神、情け深き神は、我らの罪を赦し給う
会衆/アーメン。
- 歎願(キリエ)
司式者/Kyrie eleison(主よ、憐れみたまえ)
会衆/主よ、憐れみたまえ。
司式者/Christe eleison(キリストよ、憐れみたまえ)
会衆/キリストよ、憐れみたまえ。
司式者/ Kyrie eleison(主よ、憐れみたまえ)
会衆/主よ、憐れみたまえ。
州教会讃美歌集EG 178,1-14、日本では讃美歌2130-35番に収録
- 賛美(グロリア) 
司式者/いと高きところに栄光、神にあれ、
会衆/地には平和、御心に適う人にあれ。
- 讃美歌/ Allein Gott in der Höh sei Ehr (EG Nr. 179, 1)、日本では(讃美歌21)37番に収録
- 主日の祈祷
司式者/主日の祈祷
会衆/アーメン。

【宣教と信仰告白】
- 聖書朗読
- 旧約聖書日課　　
司式者/会衆/旧約聖書日課朗読
- 使徒書日課　　
司式者/会衆/使徒書聖書日課朗読
司式者/これは聖書の言葉。
会衆/神に賛美と感謝！(歌唱)
- 福音書聖書日課
司式者/福音書日課朗読
司式者/我らの主、イエス・キリストの福音。
会衆/汝、キリストに賛美！(歌唱)
- ハレルヤ唱(受難節にはアーメンのみ)
会衆/ハレルヤ、ハレルヤ、ハレルヤ(歌唱・州教会讃美歌集Nr.EG 181,1-8;182) 日本では(讃美歌21)39番(1-7)に収録
あるいは：会衆/アーメン。
- 信仰告白　通常、使徒信条を用いる。
司式者/我らの信仰告白でもって、神を賛美せん。
会衆/われは天地の創造主、全能の父、神を信ず。
神のひとり子、我らの主イエス・キリストを信ず。聖霊により宿り、おとめマリアより生まれ、
ポンテオ・ピラトの下で苦しみを受け、十字架につけられ、死後葬られ、死の国に下られ、三日目に死者からよみがえり、
天に昇られ、全能の父である神の右に座したもう。そこから来られて生ける者と死にたる者を裁きたもう。
我は聖霊を信ず。聖なるキリスト教会、聖徒の結びつき、罪の赦し、死者のよみがえり、永遠のいのちを信ず。
アーメン。
- 主日説教前讃美歌
- 説教
- 賛美歌、あるいはオルガン独奏
- 告示　
司式者/教会員消息報告、教会行事報告、案内
- 席上献金
- 代願祈祷(とりなしの祈り) 

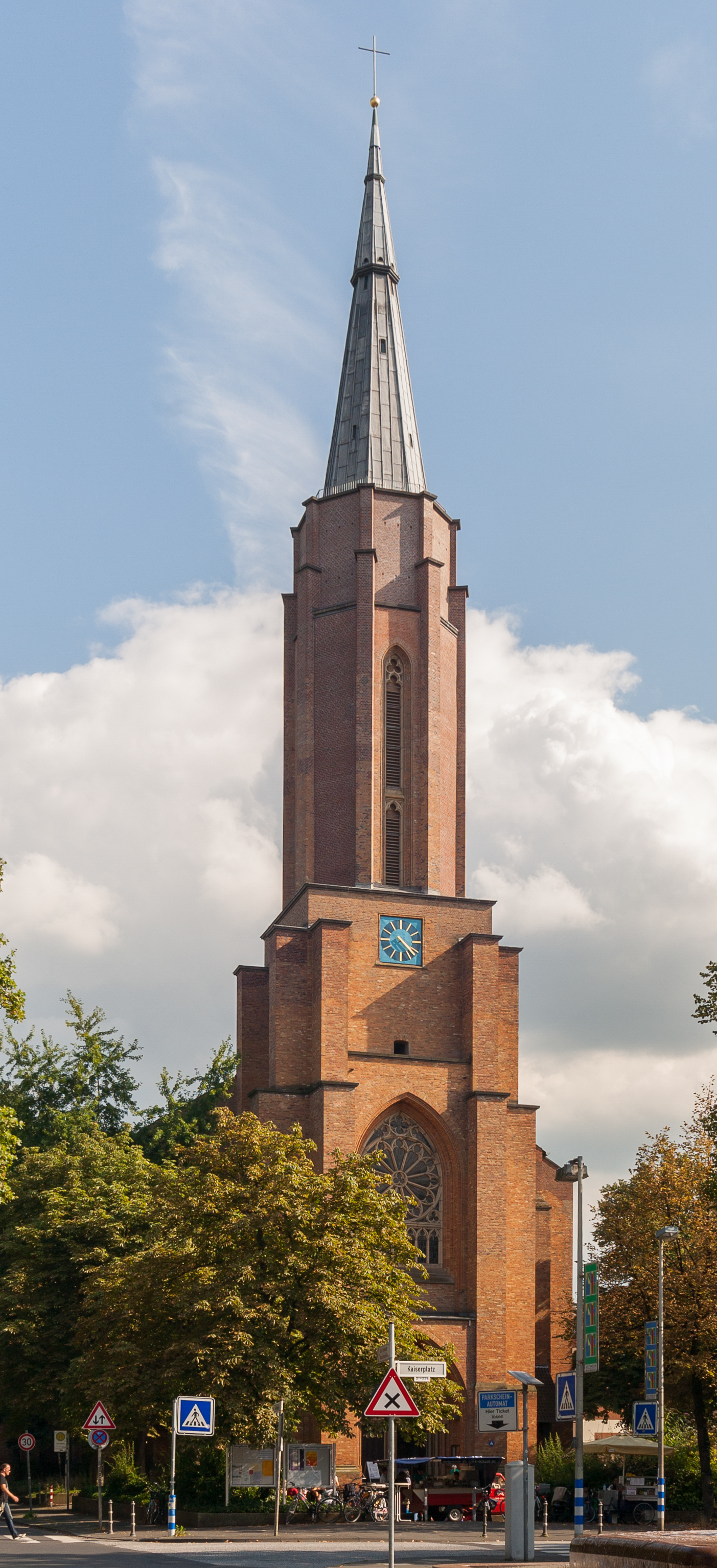
ボン・十字架教会(2013)

司式者/我らのために祈らん
司式者/代願祈祷(とりなしの祈り) 
会衆/アーメン。
聖餐式をおこなわない場合、礼拝は【派遣と祝祷】に続くことになる。

【 聖餐　】
- 大きな感謝祈祷 
司式者/主の平安が汝らと共にあらんことを
会衆/御霊も共おられるように(歌唱)
司式者/汝ら、心を高く挙げん
会衆/主に向かい心を高く挙げん。
司式者/主なる神に感謝を捧げよ
会衆/感謝はふさわしく、正しいもの(歌唱)

- サンクトゥス(歌唱)
会衆/聖なる、聖なる、聖なる万軍の主。
主の栄光は天と地に満つ。天にはホーサーナ。
主の御名によって来られる方を讃えよ。天にはホーサーナ。
州教会讃美歌集Nr.EG 185,1-5、日本では(讃美歌21)37番に収録
- 聖餐の祈祷Ⅰ/司式者/祈祷
- 聖餐制定
 司式者/私たちの主イエス・キリストは苦しみを受ける前夜、パンを取り、感謝し、これを裂き、弟子たちに与えて言われました。
「取って食べなさい、これはあなた方のための私のからだである。私の記念のためこれをおこないなさい」
 食事の後、杯を同じ様にして弟子たちに言われました。
「取って、飲みなさい。これは罪の赦しのため、あなたがたのために流す私の血における新しい契約である。
私の記念のためこれをおこないなさい」
- 聖餐制定後の応唱
 司式者/信仰の神秘
会衆/主の死を我らが宣べ伝え、主の復活を賛美せん、主が栄光に満ちて来られるまで
- 聖餐の祈祷Ⅱ/司式者/祈祷
会衆/アーメン。
- 主の祈り 
 司式者、会衆/天の父よ。
汝の名が讃えられますように。
汝の国が来ますように。
御心が天と同じくこの地においても成されることを。
我らの日々のパンを今日も与え給え。
我らに罪を犯す者たちを我らが赦すように、
我らの罪も赦し給え。
我らを試みに会わせず、悪から救い給え。
国と、力と栄光も永遠に汝のものなり。アーメン。
- 平和の祈り
 司式者/主の平和が汝らと共にあるように
会衆/主と共に平和があるように。
会衆/隣席の者と挨拶や握手をおこなう。
- アグヌス・デイ(神の子羊) 
会衆(歌唱)/世の罪を取り除く神の子羊、キリストよ。我らを憐れみ給え。
世の罪を取り除く神の子羊、キリストよ。我らを憐れみ給え。
世の罪を取り除く神の子羊、キリストよ。平和を与え給え。アーメン。
州教会讃美歌集Nr.EG 190,1-2、日本では(讃美歌21)86、87番に収録
- 配餐
イエス・キリストの体であるパン(Hostie-聖餅、ホスチア)とイエス・キリストの血である葡萄酒が陪餐者に祭壇前で与えられる。
- 配餐のことば
 牧師/汝のために与えられたキリストのからだ。
会衆/アーメン。
 牧師/汝のために流されたキリストの血。
会衆/アーメン。
- 感謝歌唱
司式者/ 主に感謝せよ、主は慈しみ深い。
会衆/主の恵みは永久に絶えることが無い、ハレルヤ 
司式者/聖餐感謝祈祷
会衆/アーメン。

【派遣と祝祷】
- 主の祈り (聖餐式がなかった場合)
- 感謝の賛美歌
- 派遣の言葉
司式者/牧師/主の平安のうちに行きましょう！
会衆/神に賛美と感謝。
- 祝祷
司式者/牧師/主があなたを祝福し、あなたを守られるように。
主が御顔をあなたに向けて、あなたを照らして、あなたに恵みを与えられるように。
主があなたに御顔を上げられ、平安を賜りますように！
会衆/アーメン
- オルガン後奏